# Bomber (album)
Bomber je třetí studiové album britské heavy metalové skupiny Motörhead. Vydáno bylo 27. října 1979 ve vydavatelství Bronze Records, sedm měsíců po předchozí studiové desce Overkill. Album se umístilo na 12. místě v hitparádě v UK a přineslo tak s sebou několik dalších oblíbených písniček od Motörheadu, jako například „Bomber“, „Dead Men Tell No Tales“ a „Stone Dead Forever“.

## Seznam skladeb

### Původní seznam
1. "Dead Men Tell No Tales" – 3:07
2. "Lawman" – 3:56
3. "Sweet Revenge" – 4:10
4. "Sharpshooter" – 3:19
5. "Poison" – 2:54
6. "Stone Dead Forever" – 4:54
7. "All the Aces" – 3:24
8. "Step Down" – 3:41
9. "Talking Head" – 3:40
10. "Bomber" – 3:43

### Bonusy
1. "Over the Top" – 3:21
2. "Leaving Here" – 3:02 (Lamond Dozier, Brian Holland, Edward Holland, live)
3. "Stone Dead Forever" (live) – 5:20
4. "Dead Men Tell No Tales" (live) – 2:54
5. "Too Late Too Late" (live) – 3:21

### Deluxe edice

#### CD - 1
1. "Dead Men Tell No Tales" – 3:07
2. "Lawman" – 3:56
3. "Sweet Revenge" – 4:10
4. "Sharpshooter" – 3:19
5. "Poison" – 2:54
6. "Stone Dead Forever" – 4:54
7. "All the Aces" – 3:24
8. "Step Down" – 3:41
9. "Talking Head" – 3:40
10. "Bomber" – 3:43

#### CD - 2
1. "Over the Top"
2. "Stone Dead Forever" (alternate version)
3. "Sharpshooter" (alternate version)
4. "Bomber" (alternate version)
5. "Step Down" (alternate version)
6. "Leaving Here" (Lamond Dozier, Brian Holland, Edward Holland, live)
7. "Stone Dead Forever" (live)
8. "Dead Men Tell No Tales" (live)
9. "Too Late Too Late" (live)
10. "Step Down" (live)